# Olympische Sommerspiele 2000/Leichtathletik – 1500 m (Männer)

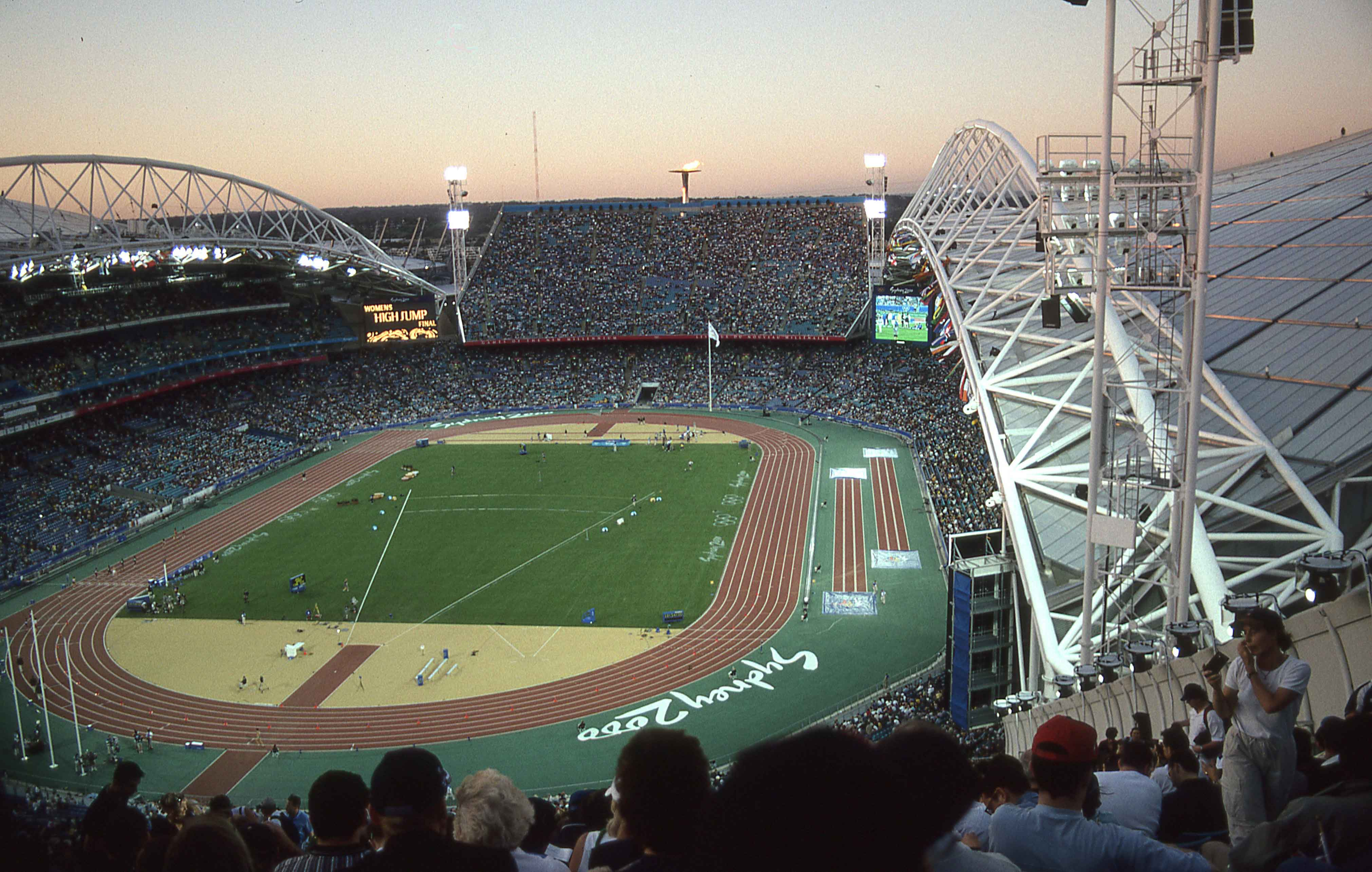
Das frühere ANZ Stadium von Sydney während der Olympischen Spiele 2000

Der 1500-Meter-Lauf der Männer bei den Olympischen Spielen 2000 in Sydney wurde am 25., 27. und 29. September 2000 im Stadium Australia ausgetragen. 41 Athleten nahmen teil.
Olympiasieger wurde der Kenianer Noah Ngeny. Er gewann vor dem Marokkaner Hicham El Guerrouj und dem Kenianer Bernard Lagat.
Athleten aus Deutschland, der Schweiz, Österreich und Liechtenstein nahmen nicht teil.

## Aktuelle Titelträger
| Olympiasieger 1996                      | Noureddine Morceli ( Algerien)  | 3:35,78 min | Atlanta 1996    |
| Weltmeister 1999                        | Hicham El Guerrouj ( Marokko)   | 3:27,65 min | Sevilla 1999    |
| Europameister 1998                      | Reyes Estévez ( Spanien)        | 3:41,31 min | Budapest 1998   |
| Panamerikanischer Meister 1999          | Graham Hood ( Kanada)           | 3:41,20 min | Winnipeg 1999   |
| Zentralamerika und Karibik-Meister 1999 | Rodolfo Gómez ( Mexiko)         | 3:46,74 min | Bridgetown 1999 |
| Südamerika-Meister 1999                 | Mauricio Ladino ( Kolumbien)    | 3:49,95 min | Bogotá 1999     |
| Asienmeister 2000                       | Mohamed Suleiman ( Katar)       | 3:52,47 min | Jakarta 2000    |
| Afrikameister 2000                      | Youssef Baba ( Marokko)         | 3:42,07 min | Algier 2000     |
| Ozeanienmeister 2000                    | Russell Hasu ( Papua-Neuguinea) | 4:09,58 min | Adelaide 2000   |

## Rekorde

### Bestehende Rekorde
| Weltrekord         | 3:26,00 min | Hicham El Guerrouj ( Marokko)   | Rom, Italien               | 14. Juli 1998   |
| Olympischer Rekord | 3:32,53 min | Sebastian Coe ( Großbritannien) | Finale OS Los Angeles, USA | 11. August 1984 |

### Rekordverbesserungen
Der kenianische Olympiasieger Noah Ngeny verbesserte den bestehenden olympische Rekord im Finale am 29. September um 46 Hundertstelsekunden auf 3:32,07 min. Den Weltrekord verfehlte er um 6,07 Sekunden.
Außerdem wurde ein neuer Landesrekord aufgestellt:

3:46,34 min – Francis Munthali (Malawi), erster Vorlauf am 25. September

## Vorrunde
Insgesamt wurden drei Vorläufe absolviert. Für das Halbfinale qualifizierten sich pro Lauf die ersten sechs Athleten. Darüber hinaus kamen die sechs Zeitschnellsten, die sogenannten Lucky Loser, weiter. Die direkt qualifizierten Läufer sind hellblau, die Lucky Loser hellgrün unterlegt.
Anmerkung:
Alle Zeiten sind in Ortszeit Atlanta (UTC−5) angegeben.

### Vorlauf 1
25. September 2000, 10:40 Uhr
| Platz | Name                 | Nation         | Zeit (min) | Anmerkung |
| ----- | -------------------- | -------------- | ---------- | --------- |
| 1     | Hicham El Guerrouj   | Marokko        | 3:38,57    |           |
| 2     | José Antonio Redolat | Spanien        | 3:38,66    |           |
| 3     | Kamal Boulahfane     | Algerien       | 3:39,01    |           |
| 4     | John Mayock          | Großbritannien | 3:39,08    |           |
| 5     | Hailu Mekonnen       | Äthiopien      | 3:39,09    |           |
| 6     | Michael Stember      | USA            | 3:39,13    |           |
| 7     | Julius Achon         | Uganda         | 3:39,40    |           |
| 8     | William Chirchir     | Kenia          | 3:40,22    |           |
| 9     | James Nolan          | Irland         | 3:40,50    |           |
| 10    | Darko Radomirović    | BR Jugoslawien | 3:43,57    |           |
| 11    | Nick Howarth         | Australien     | 3:45,46    |           |
| 12    | Branko Zorko         | Kroatien       | 3:46,16    |           |
| 13    | Francis Munthali     | Malawi         | 3:46,34    | NR        |

### Vorlauf 2

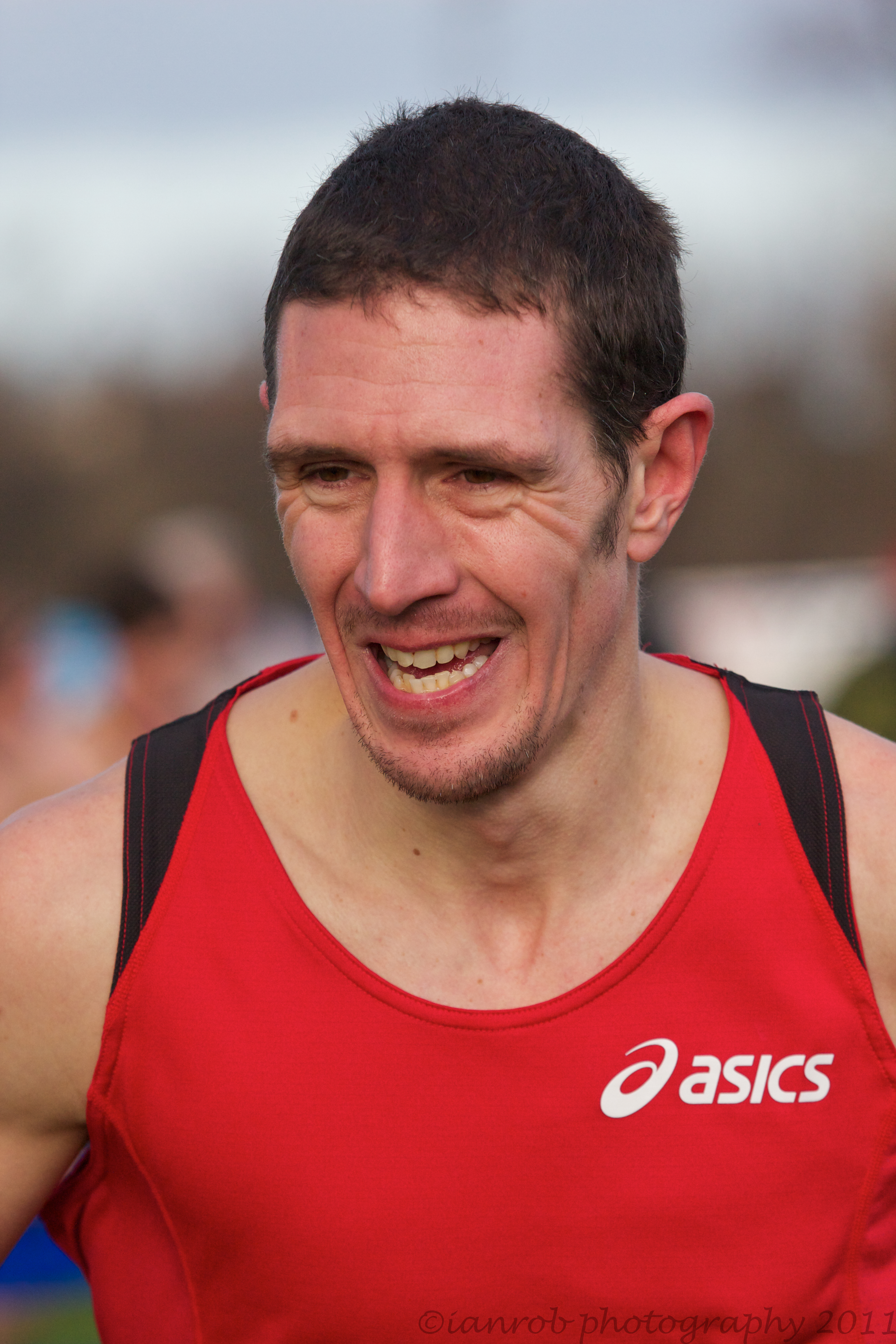
Anthony Whiteman erreichte im zweiten Vorlauf nicht das Ziel

25. September 2000, 10:48 Uhr
| Platz | Name                   | Nation           | Zeit (min) |
| ----- | ---------------------- | ---------------- | ---------- |
| 1     | Mehdi Baala            | Frankreich       | 3:40,35    |
| 2     | Bernard Lagat          | Kenia            | 3:40,42    |
| 3     | Juan Carlos Higuero    | Spanien          | 3:40,60    |
| 4     | Kevin Sullivan         | Kanada           | 3:40,80    |
| 5     | Daniel Zegeye          | Äthiopien        | 3:40,91    |
| 6     | Gabriel Jennings       | USA              | 3:40,96    |
| 7     | Adil Kaouch            | Marokko          | 3:41,06    |
| 8     | Mohamed Khaldi         | Algerien         | 3:41,16    |
| 9     | Wjatscheslaw Schabunin | Russland         | 3:41,52    |
| 10    | Iwan Heschko           | Ukraine          | 3:41,80    |
| 11    | Alexis Sharangabo      | Ruanda           | 3:44,06    |
| 12    | Chungu Chipako         | Sambia           | 3:49,79    |
| 13    | José Luis Ebatela Nvo  | Äquatorialguinea | 4:06,14    |
| DNF   | Anthony Whiteman       | Großbritannien   |            |

### Vorlauf 3

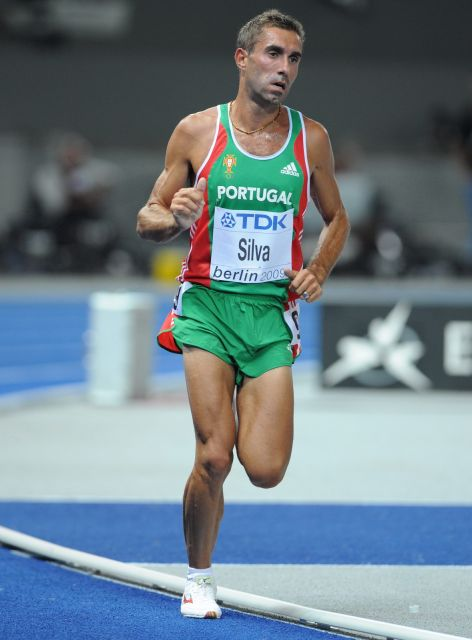
Rui Silva – ausgeschieden als Dreizehnter des dritten Vorlaufs

25. September 2000, 10:56 Uhr
| Platz | Name                     | Nation         | Zeit (min) |
| ----- | ------------------------ | -------------- | ---------- |
| 1     | Noah Ngeny               | Kenia          | 3:38,03    |
| 2     | Noureddine Morceli       | Algerien       | 3:38,41    |
| 3     | Andrés Manuel Díaz       | Spanien        | 3:38,54    |
| 4     | Youssef Baba             | Marokko        | 3:38,68    |
| 5     | Berhanu Alemu            | Äthiopien      | 3:38,79    |
| 6     | Driss Maazouzi           | Frankreich     | 3:38,88    |
| 7     | Jason Pyrah              | USA            | 3:38,94    |
| 8     | Marko Koers              | Niederlande    | 3:39,16    |
| 9     | Mohammed Yagoub          | Sudan          | 3:39,52    |
| 10    | Hudson de Souza          | Brasilien      | 3:39,70    |
| 11    | Andrew Graffin           | Großbritannien | 3:39,75    |
| 12    | Ibrahim Mohamed Aden     | Somalia        | 3:40,33    |
| 13    | Rui Silva                | Portugal       | 3:41,93    |
| 14    | Sidi Mohamed Ould Bidjel | Mauretanien    | 4:03,74    |

## Halbfinale
In den beiden Halbfinalläufen qualifizierten sich pro Lauf die ersten fünf Athleten für das Finale. Darüber hinaus kamen die zwei Zeitschnellsten, die sogenannten Lucky Loser, weiter. Die direkt qualifizierten Athleten sind hellblau, die Lucky Loser hellgrün unterlegt.

### Lauf 1
27. September 2000, 18:30 Uhr
| Platz | Name                 | Nation         | Zeit (min) |
| ----- | -------------------- | -------------- | ---------- |
| 1     | Noah Ngeny           | Kenia          | 3:39,29    |
| 2     | Kevin Sullivan       | Kanada         | 3:39,66    |
| 3     | Jason Pyrah          | USA            | 3:40,04    |
| 4     | Youssef Baba         | Marokko        | 3:40,16    |
| 5     | Driss Maazouzi       | Frankreich     | 3:40,23    |
| 6     | Julius Achon         | Uganda         | 3:40,32    |
| 7     | Hailu Mekonnen       | Äthiopien      | 3:49,92    |
| 8     | Hudson de Souza      | Brasilien      | 3:41,00    |
| 9     | Michael Stember      | USA            | 3:42,30    |
| 10    | Andrew Graffin       | Großbritannien | 3:42,72    |
| 11    | José Antonio Redolat | Spanien        | 3:45,46    |
| 12    | Noureddine Morceli   | Algerien       | 4:00,78    |

Im ersten Halbfinale ausgeschiedene Läufer:

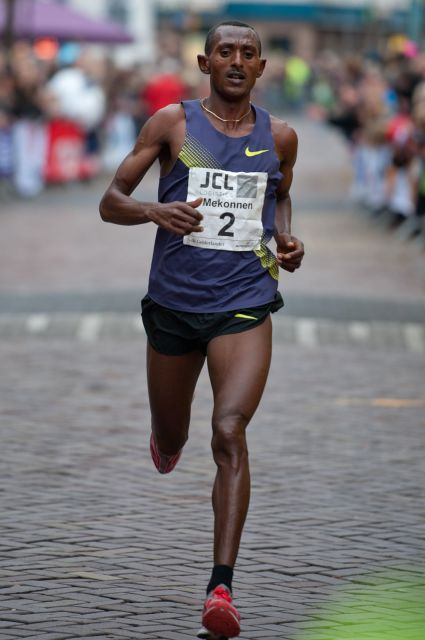
Hailu Mekonnen – Rang sieben
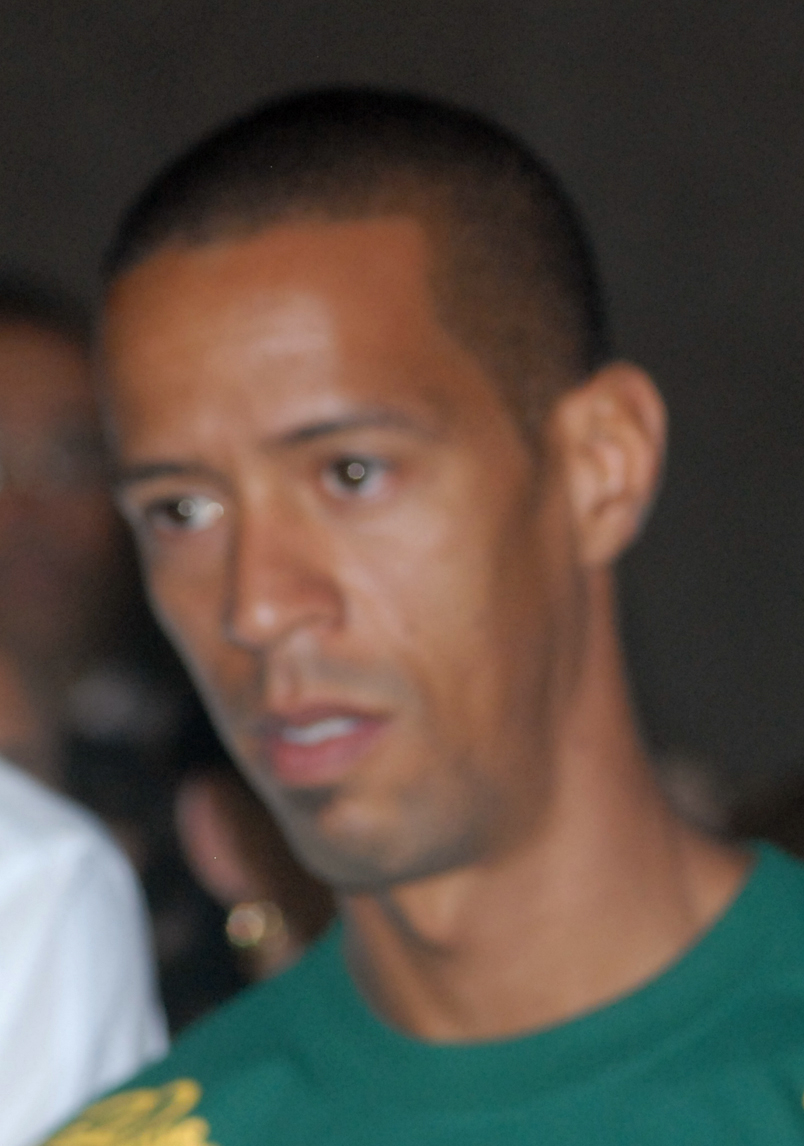
Hudson de Souza – Rang acht
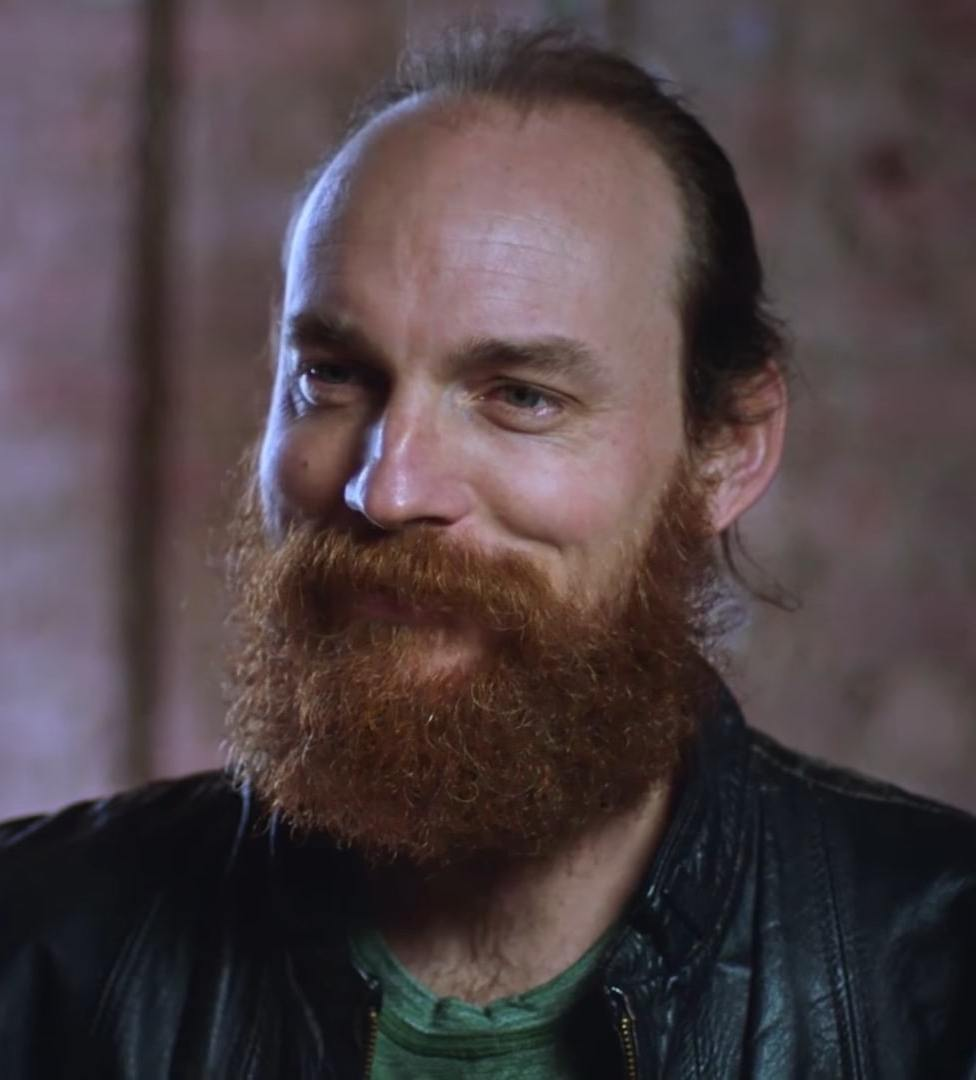
Michael Stember (hier im Jahr 2017) – Rang neun
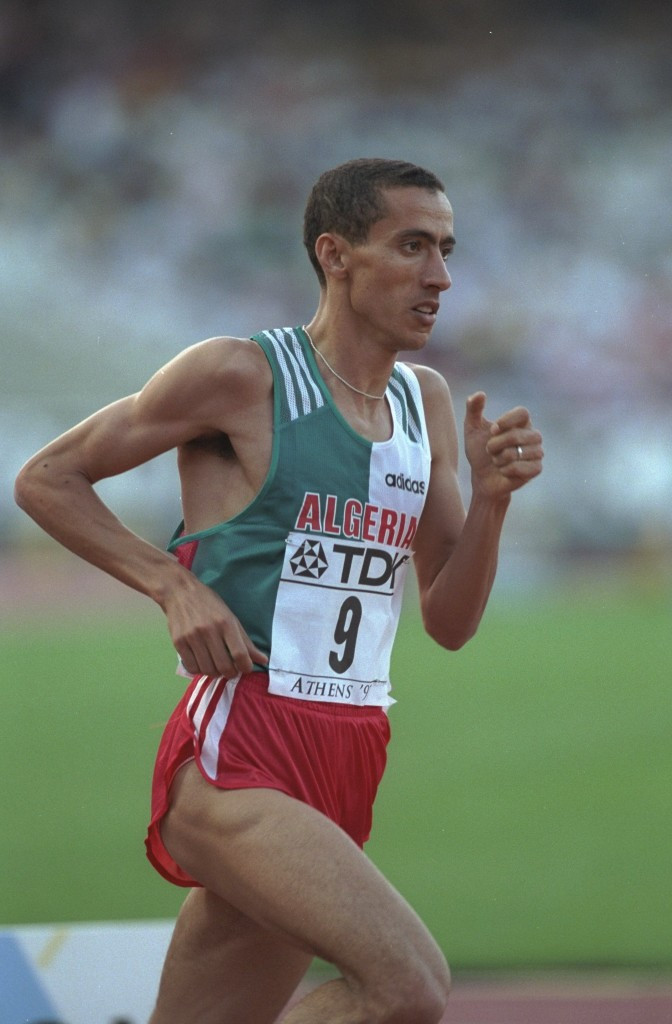
Noureddine Morceli – Olympiasieger von 1996 – Rang zwölf

### Lauf 2

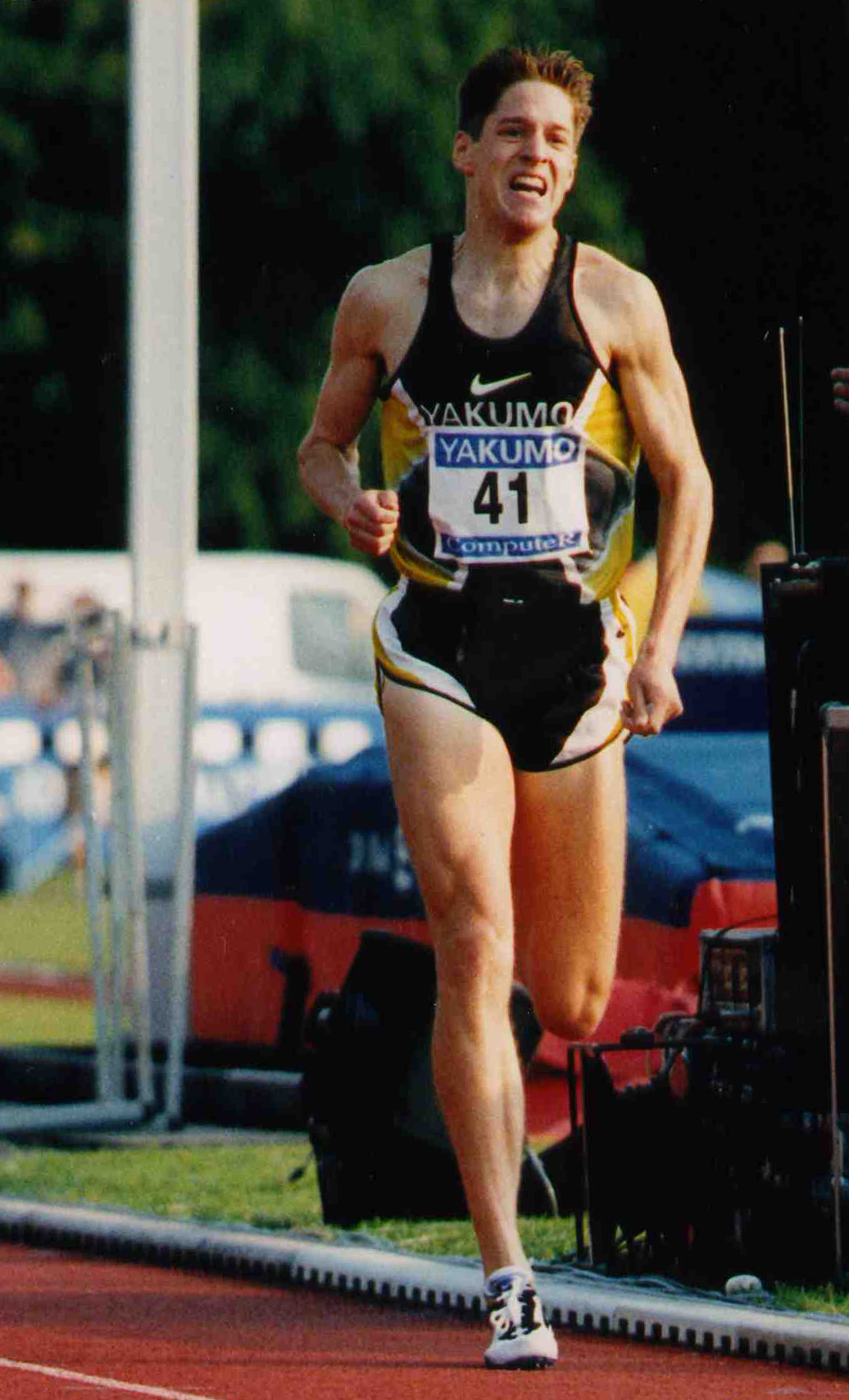
Marko Koers – ausgeschieden als Achter des zweiten Halbfinals

27. September 2000, 18:40 Uhr
| Platz | Name                | Nation         | Zeit (min) |
| ----- | ------------------- | -------------- | ---------- |
| 1     | Hicham El Guerrouj  | Marokko        | 3:37,60    |
| 2     | Bernard Lagat       | Kenia          | 3:37,84    |
| 3     | Daniel Zegeye       | Äthiopien      | 3:38,08    |
| 4     | Mehdi Baala         | Frankreich     | 3:38,15    |
| 5     | Juan Carlos Higuero | Spanien        | 3:38,37    |
| 6     | Andrés Manuel Díaz  | Spanien        | 3:38,41    |
| 7     | John Mayock         | Großbritannien | 3:38,68    |
| 8     | Marko Koers         | Niederlande    | 3:39,42    |
| 9     | Gabriel Jennings    | USA            | 3:40,10    |
| 10    | Berhanu Alemu       | Äthiopien      | 3:41,09    |
| 11    | Kamal Boulahfane    | Algerien       | 3:43,98    |
| 12    | Mohammed Yagoub     | Sudan          | 3:50,60    |

## Finale
29. September 2000, 20:00 Uhr
| Platz | Name                | Nation         | Zeit (min) | Anmerkung |
| ----- | ------------------- | -------------- | ---------- | --------- |
| 1     | Noah Ngeny          | Kenia          | 3:32,07    | OR        |
| 2     | Hicham El Guerrouj  | Marokko        | 3:32,32    |           |
| 3     | Bernard Lagat       | Kenia          | 3:32,44    |           |
| 4     | Mehdi Baala         | Frankreich     | 3:34,14    |           |
| 5     | Kevin Sullivan      | Kanada         | 3:35,50    |           |
| 6     | Daniel Zegeye       | Äthiopien      | 3:36,78    |           |
| 7     | Andrés Manuel Díaz  | Spanien        | 3:37,27    |           |
| 8     | Juan Carlos Higuero | Spanien        | 3:38,91    |           |
| 9     | John Mayock         | Großbritannien | 3:39,41    |           |
| 10    | Jason Pyrah         | USA            | 3:39,84    |           |
| 11    | Driss Maazouzi      | Frankreich     | 3:45,46    |           |
| 12    | Youssef Baba        | Marokko        | 3:56,08    |           |

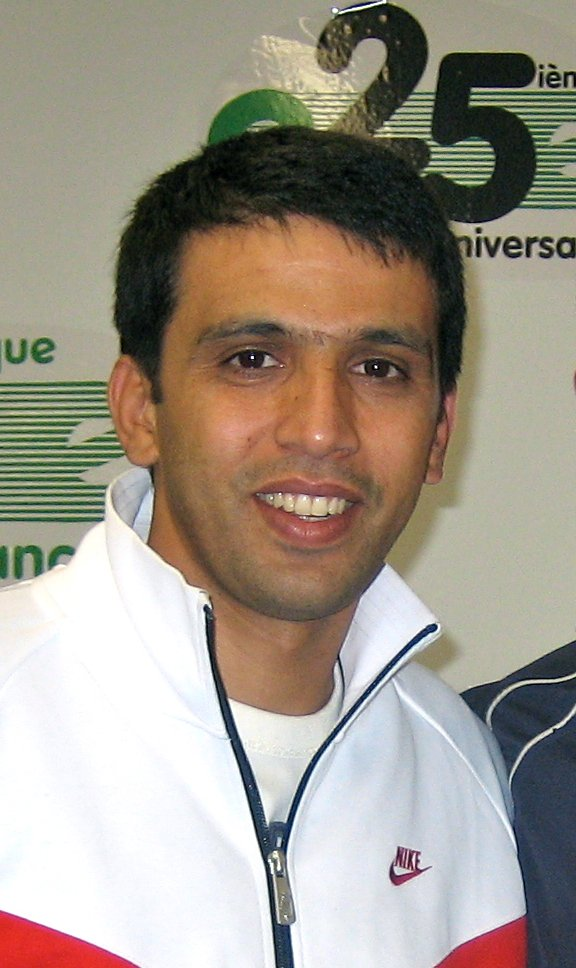
Der klar favorisierte Hicham El Guerrouj musste sich mit Silber zufriedengeben

Für das Finale hatten sich zwei Spanier, zwei Franzosen, zwei Kenianer und zwei Marokkaner qualifiziert. Komplettiert wurde das Starterfeld durch je einen Teilnehmer aus Äthiopien, Kanada, den USA und Großbritannien.
Als klarer Favorit galt der Marokkaner Hicham El Guerrouj, der amtierende Weltmeister und Weltrekordhalter. Seine Hauptkonkurrenten kamen vor allem aus Kenia. Besonders der kenianische Vizeweltmeister Noah Ngeny war zu beachten, aber auch sein Landsmann Bernard Lagat, der später für die USA startete. Drei Läufer aus Spanien hatten bei den letzten Weltmeisterschaften auf den Plätzen drei, vier und fünf stark aufgetrumpft, von ihnen war allerdings nur noch der WM-Fünfte Andrés Manuel Díaz hier in Sydney dabei. Mit guten Leistungen in der Olympiasaison hatte sich auch der Franzose Mehdi Baala ins Gespräch gebracht.
Das Finalrennen wurde sehr schnell angegangen. Der Marokkaner Youssef Baba machte das Tempo für seinen Landsmann El Guerrouj. Die 400-Meter-Zwischenzeit betrug 54,14 s, das war sogar weltrekordreif. Ein wenig abgesetzt hatten sich die beiden führenden Marokkaner sowie die beiden Kenianer Ngeny und Lagat. Allerdings wurde es jetzt deutlich langsamer. Die 800-Meter-Durchgangszeit lautete 1:54,77 min, die zweite Runde war also in 60,63 s gelaufen worden. Das Feld lag jetzt wieder geschlossen zusammen. In der dritten Runde ließ sich Baba zurückfallen. El Guerrouj übernahm die Spitze und forcierte das Tempo jetzt wieder. Das Feld fiel daraufhin in kleinere Gruppen auseinander. Zu Beginn der letzten Runde diktierte weiterhin El Guerrouj das Tempo, die beiden Kenianer und Baala folgten ihm. Dahinter gab es bereits eine deutliche Lücke. Bei 1200 Metern mit einer Zwischenzeit von 2:51,67 min sah es noch genauso aus. Die dritte Runde war in 56,90 s zurückgelegt worden. Am Ende der Zielkurve war die Reihenfolge noch immer dieselbe, die vier Läufer vorne hatten einen großen Vorsprung. Auf der Zielgeraden griff Ngeny den Marokkaner an und überspurtete ihn. Noah Ngeny gewann das Rennen ziemlich überraschend und stellte mit 3:32,07 min einen neuen Olympiarekord auf. Hinter Hicham El Guerrouj kam Bernard Lagat auf Platz drei vor Mehdi Baala, der den drei Medaillengewinnern auf den letzten hundert Metern nicht mehr hatte folgen können. Auch El Guerrouj und Lagat waren schneller als der bis dahin aktuelle Olympiarekord. Die Ränge fünf und sechs belegten in dieser Reihenfolge der Kanadier Kevin Sullivan und der Äthiopier Daniel Zegeye.
Nach den Spielen 1992 in Barcelona war es das zweite Mal, dass der klare Favorit über 1500 Meter nicht Olympiasieger werden konnte. In Barcelona war es dem Algerier Noureddine Morceli noch schlimmer ergangen als jetzt Hicham El Guerrouj. Morceli hatte sich mit dem siebten Platz begnügen müssen. Vier Jahre später in Atlanta hatte sich der Algerier dann allerdings doch noch seine Goldmedaille geholt. Auch hier gibt es die Parallele zu El Guerrouj, der bei den kommenden Spielen 2004 in Athen 1500-Meter-Olympiasieger werden, und dazu auch noch den 5000-Meter-Lauf gewinnen sollte.

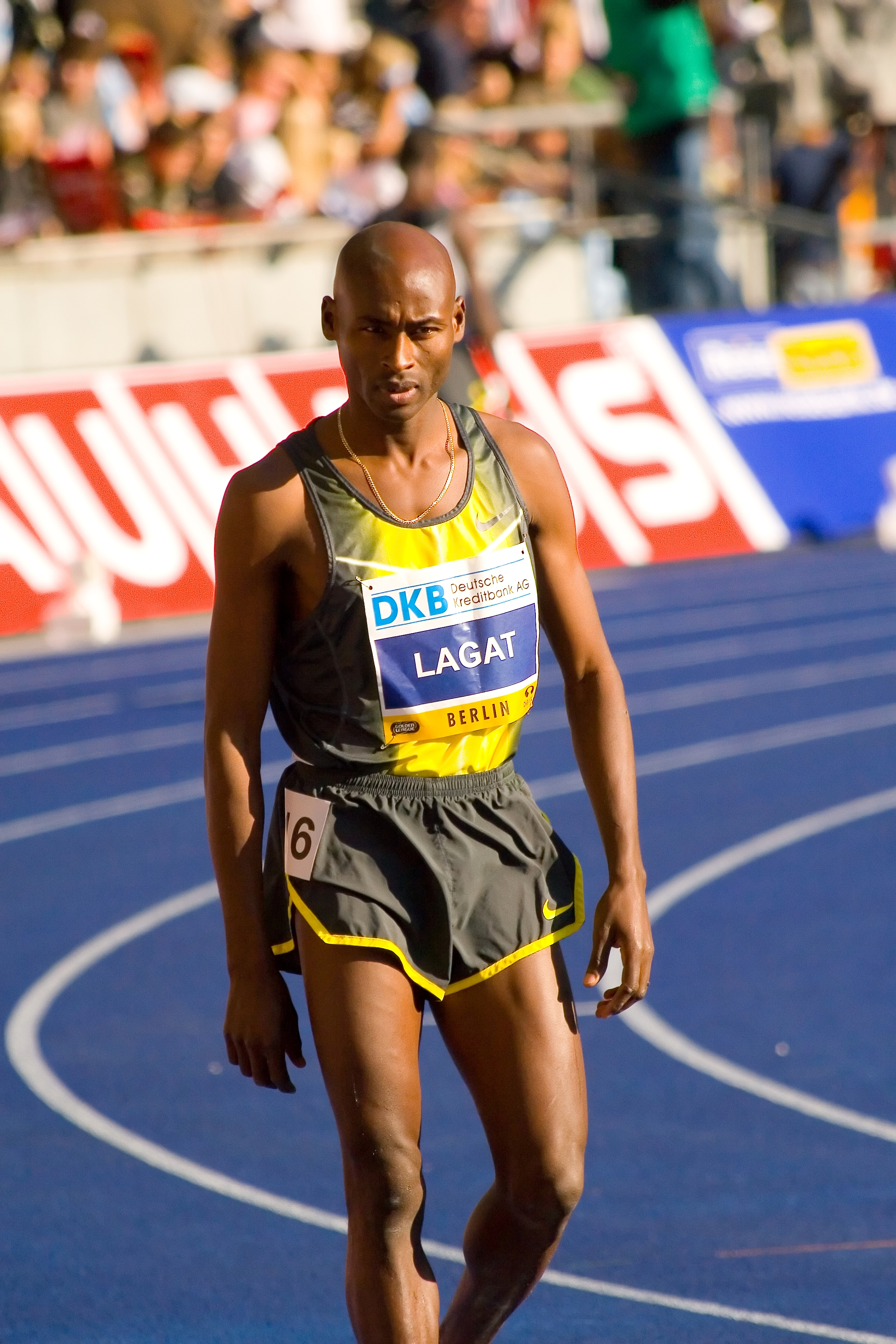
Bronzemedaillengewinner Bernard Lagat
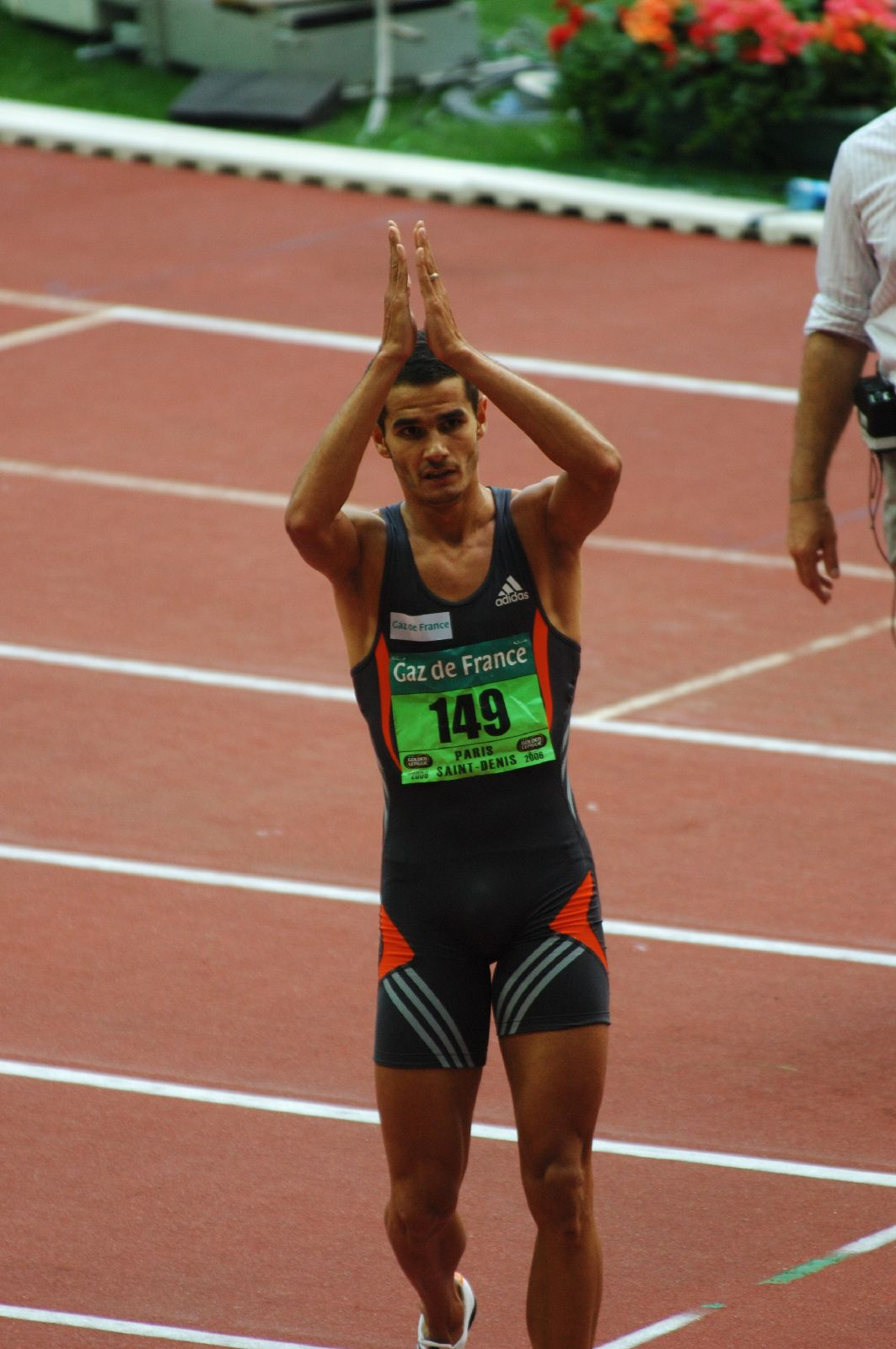
Der Olympiavierte Mehdi Baala
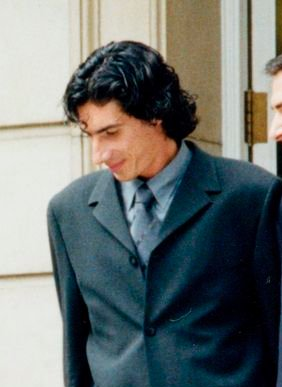
Andrés Manuel Díaz erreichte Platz sieben
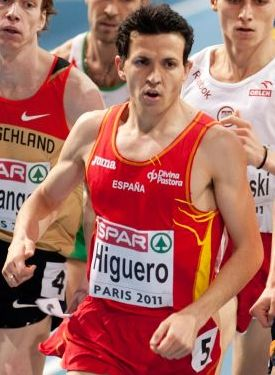
Juan Carlos Higuero belegte im Finale Rang acht
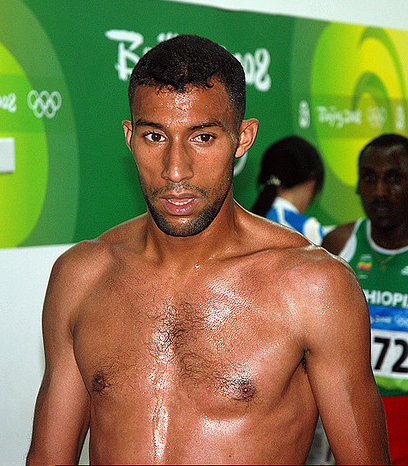
Der zwölftplatzierte Youssef Baba

## Videolinks
- Men's 1500 Meters Final - 2000 Sydney Olympics Track & Field, youtube.com, abgerufen am 26. Januar 2022
- 1500m final sydney olympics, veröffentlicht am 8. Juli 2008 auf youtube.com, abgerufen am 20. März 2018